# 143-я территориальная дивизия «Шуалей ха-Эш»
143-я территориа́льная диви́зия «Шуале́й ха-Эш» (также Диви́зия «Га́за» (на иврите: А́за), Диви́зия Га́зы или Диви́зия се́ктора Га́за) (ивр. אוגמ"ר 143, אוגדת עזה, עוצבת שועלי האש‎) — регулярная территориальная дивизия в составе Южного военного округа Армии обороны Израиля.
Ответственна за территориальную оборону границы Израиля с сектором Газа.

## Состав
В состав дивизии входят:

Состав 143-й терд на 2024 год.

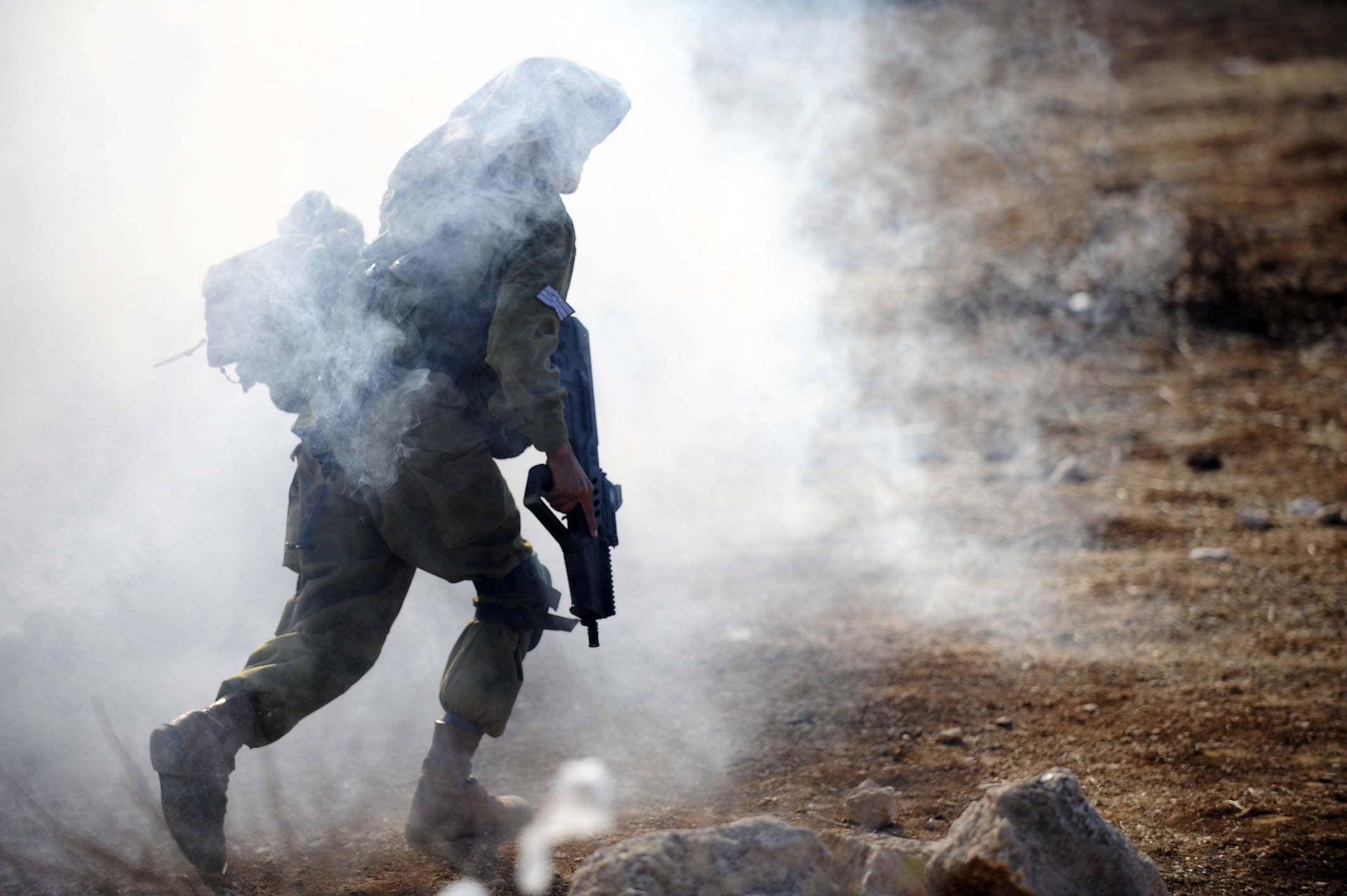
Боец 585-го батальона Южной бригады дивизии в ходе учений

- Территориальная бригада «Ха-Гефен» («Северная бригада» — «Ха-Хатива ха-Цфонит») (ивр. חטיבת הגפן, החטיבה הצפונית‎). В подчинении бригаде находится, помимо прочего, 585-й рекогносцировочный батальон, известный как «Батальон бедуинских следопытов».
- Территориальная бригада «Катиф» («Южная бригада» — «Ха-Хатива ха-Дромит») (ивр. חטיבת קטיף, החטיבה הדרומית‎).
- 481-й батальон связи (ивр. גדחי"ק‎ гадхи́к) «Ха-Бсор» (ивр. הבשור‎).

## История

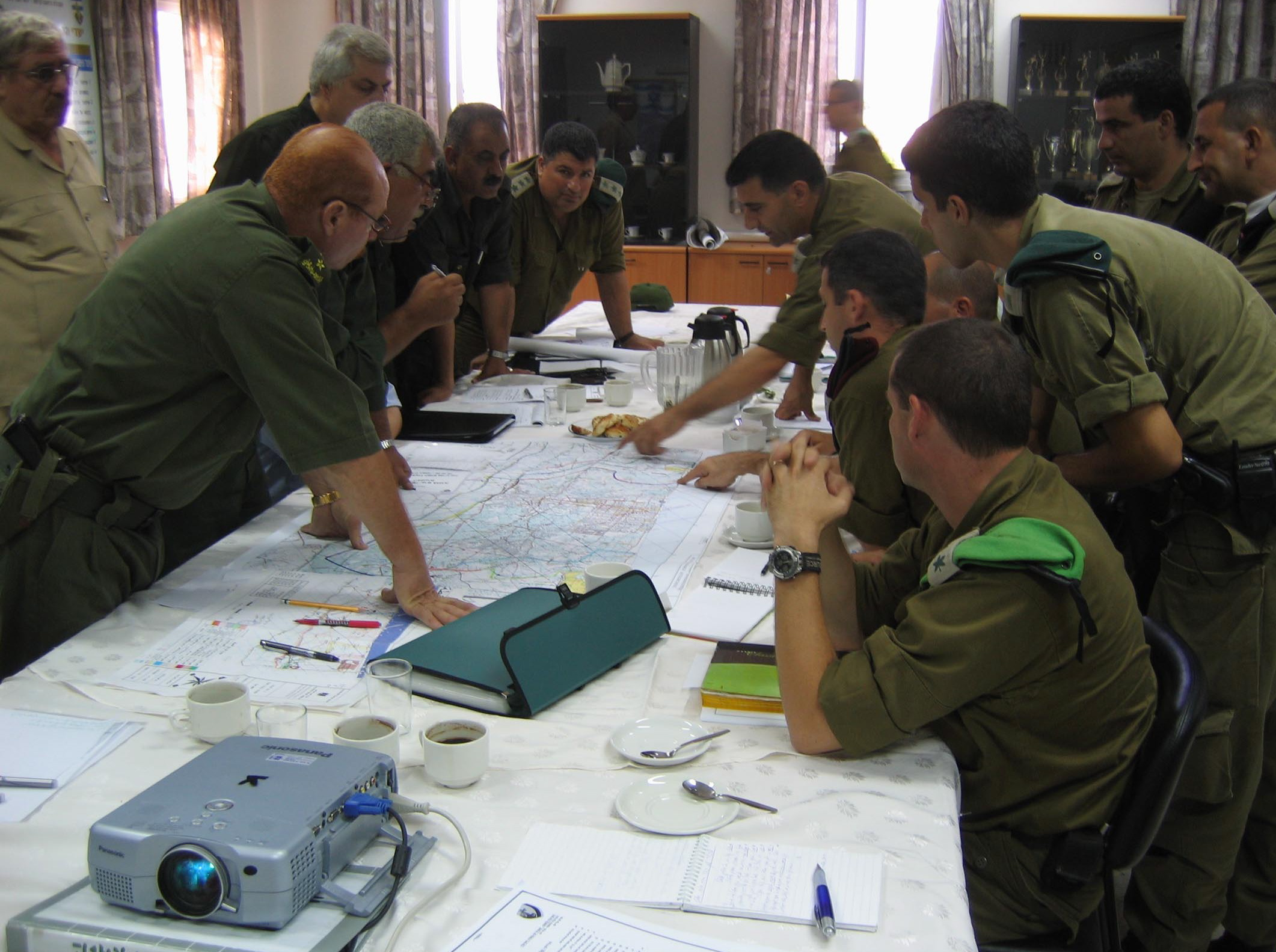
Координация между дивизией Газы и палестинской полицией сектора Газа (2005)

Дивизия была основана в 1987 году вследствие начала Первой палестинской интифады и получила командование тремя бригадами: Северной бригадой, ответственной за северную часть сектора Газа, включая город Газа, Центральной бригадой, ответственной за центральную часть сектора Газа, включая город Хан-Юнис, и Южной бригадой, ответственной за южную часть сектора Газа, включая город Рафах, и за охрану границы сектора Газа с Египтом.
С 1989 по 1996 год в подчинении дивизии действовало спецподразделение «Шимшон» (ивр. יחידת שמשון‎), специализировавшееся по маскировке под палестинское население с целью ведения контртеррористической деятельности и подавления беспорядков.
Вследствие Каирского соглашения 1994 года израильские войска были выведены из городов сектора Газа. Центральная бригада была расформирована и вошла в состав Южной бригады. Основной задачей дивизии (помимо охраны границы с Египтом и контроля контрольно-пропускных пунктов на выезде из сектора Газа в Израиль) стала оборона израильских поселений в секторе Газа.
В 2005 году в рамках исполнения Плана одностороннего размежевания израильские войска были выведены из сектора Газа. Задачей дивизии стала территориальная оборона вдоль разделительного барьера на границе Израиля с сектором Газа.
В сентябре 2015 года дивизия сменила свое прежнее прозвище «Шуалей ха-Даром» (ивр. שועלי הדרום‎ Лисы Юга) на прозвище «Шуалей ха-Эш» (ивр. שועלי האש‎ Огненные лисы) и свой прежний номер (643) на номер 143 в память о расформированной в 2014 году 143-й бронетанковой дивизии «Амуд ха-Эш».

## Командиры дивизии

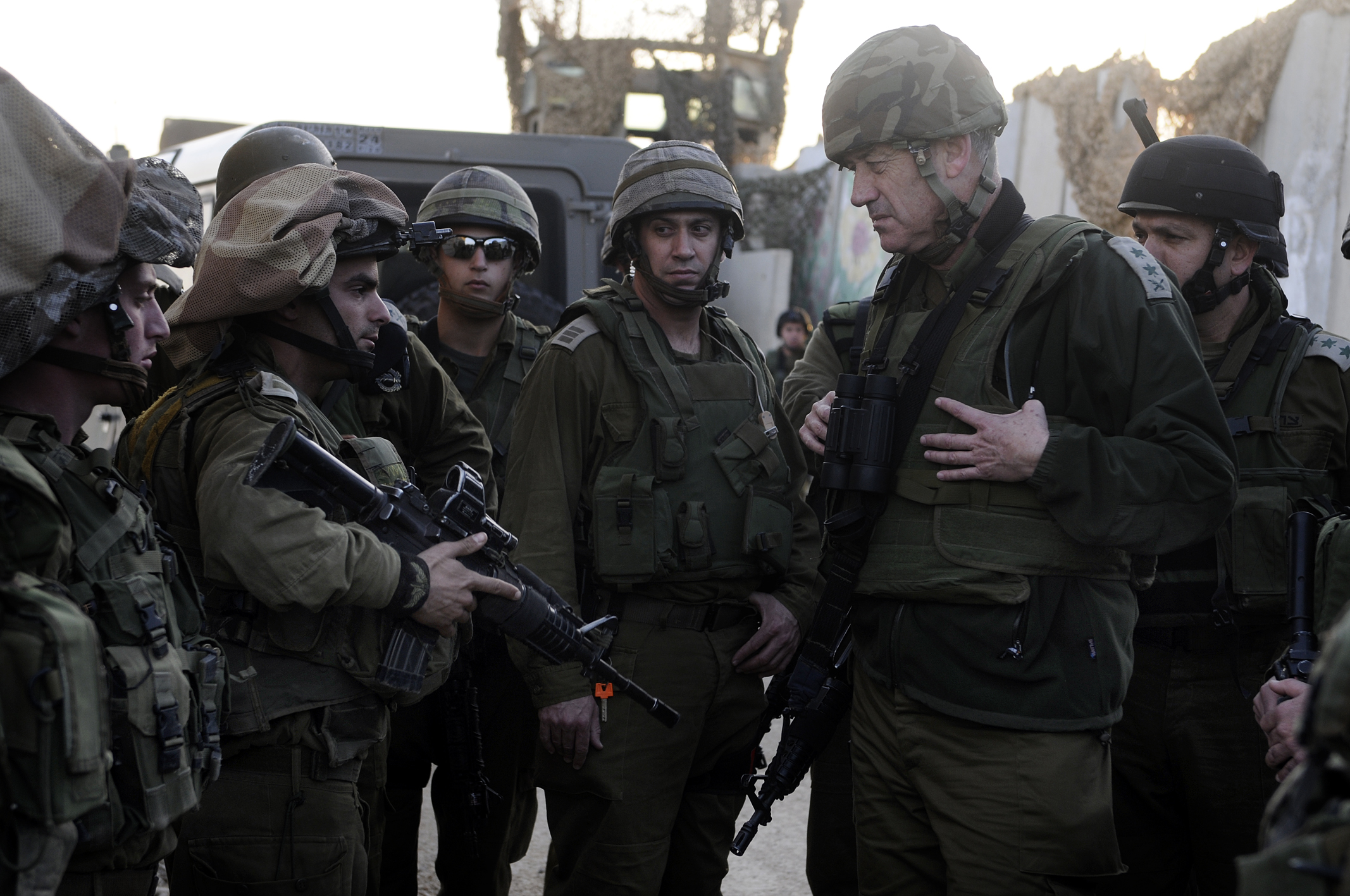
Начальник Генштаба ЦАХАЛ Бени Ганц
в ходе визита в дивизию (февраль 2011)

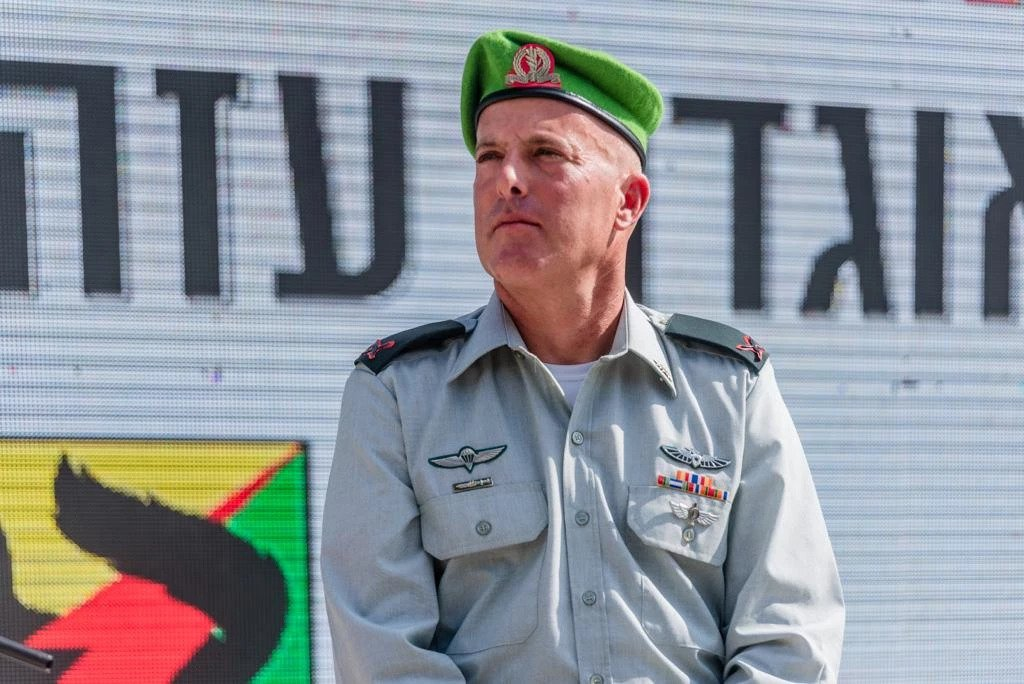
Вступление в должность начальника дивизии бригадного генерала Ави Розенфельда (август 2022)

| Имя               | Период          | Комментарий                                                                              |
| Яаков Ор          | 1987—1988       | В дальнейшем генерал-майор (алуф)                                                        |
| Шмуэль Цукер      |                 |                                                                                          |
| Йом-Тов Самья     | 1991—1993       | В дальнейшем генерал-майор (алуф)                                                        |
| Дорон Альмог      | 1993—1995       | В дальнейшем генерал-майор                                                               |
| Ицхак Эйтан       | 1995—1997       | В дальнейшем генерал-майор (алуф)                                                        |
| Йоав Галант       | 1997—1999       | В дальнейшем генерал-майор (алуф)                                                        |
| Яир Наве          | 1999—2001       | В дальнейшем генерал-майор (алуф)                                                        |
| Исраэль Зив       | 2001—2003       | В дальнейшем генерал-майор (алуф)                                                        |
| Гади Шамни        | 2003—2004       | В дальнейшем генерал-майор (алуф)                                                        |
| Шмуэль Закай      | 2004            |                                                                                          |
| Авив Кохави       | 2004—2006       | В дальнейшем генерал-лейтенант (рав-алуф); 22-й Начальник Генштаба Армии обороны Израиля |
| Моше (Чико) Тамир | 2006—2008       |                                                                                          |
| Эяль Айзенберг    | 2008—2010       | В дальнейшем генерал-майор (алуф)                                                        |
| Йоси Бахар        | 2010—2012       | В дальнейшем генерал-майор (алуф)                                                        |
| Мики Эдельштейн   | 2012—2014       | В дальнейшем генерал-майор (алуф)                                                        |
| Итай Верув        | 2014—2016       | В дальнейшем генерал-майор (алуф)                                                        |
| Йехуда Фукс       | 2016—2018       | В дальнейшем генерал-майор (алуф)                                                        |
| Элиэзер Толедано  | 2018—2020       | В дальнейшем генерал-майор (алуф)                                                        |
| Нимрод Алони      | 2020—2022       | В дальнейшем генерал-майор (алуф)                                                        |
| Ави Розенфельд    | 2022—2024       |                                                                                          |
| Барак Хирам       | с сентября 2024 |                                                                                          |